# Ocean Drive
Ocean Drive é o álbum de estreia da banda britânica Lighthouse Family, lançado em 1995 pela Wildcard / Polydor Records. O álbum teve uma canção no top 10 da UK Singles Chart ("Lifted"), e três no top 20 ("Ocean Drive", "Goodbye Heartbreak" e "Loving Every Minute").

## Lista de faixas
Todas as faixas produzidas por Mike Peden, exceto onde descrito. 
| Ocean Drive – Edição padrão |                        |                                               |         |  |
| N.º                         | Título                 | Compositor(es)                                | Duração |  |
| 1.                          | "Lifted"               | Tunde Baiyewu Paul Tucker Martin Brammer      | 4:31    |  |
| 2.                          | "Heavenly"             | Baiyewu Tucker Tim Kellett                    | 3:47    |  |
| 3.                          | "Loving Every Minute"  | Baiyewu Tucker Brammer Shaun Ward             | 4:10    |  |
| 4.                          | "Ocean Drive"          | Tucker                                        | 3:48    |  |
| 5.                          | "The Way You Are"      | Baiyewu Tucker Tim Laws                       | 5:01    |  |
| 6.                          | "Keep Remembering"     | Baiyewu Tucker Alan Glass Norman Giscombe Jr. | 4:01    |  |
| 7.                          | "Sweetest Operator"    | Baiyewu Tucker Kellett                        | 4:03    |  |
| 8.                          | "What Could Be Better" | Baiyewu Tucker Glass Giscombe Jr.             | 3:57    |  |
| 9.                          | "Beautiful Night"      | Baiyewu Tucker                                | 4:48    |  |
| 10.                         | "Goodbye Heartbreak""  | Baiyewu Tucker Kellett                        | 4:11    |  |
| Duração total:              | Duração total:         | Duração total:                                | 42:17   |  |

| Ocean Drive – Edição japonesa |                         |                |         |  |
| N.º                           | Título                  | Compositor(es) | Duração |  |
| 11.                           | "Absolutely Everything" | Baiyewu Tucker | 3:57    |  |

| Ocean Drive – Edição brasileira |                                             |                             |                 |         |  |
| N.º                             | Título                                      | Compositor(es)              | Produtor(es)    | Duração |  |
| 11.                             | "Lifted" (Linslee Extended Mix)             | Baiyewu Tucker Brammer      | Linslee         | 4:00    |  |
| 12.                             | "Ocean Drive" (Linslee R&B Mix)             | Tucker                      | Linslee         | 3:59    |  |
| 13.                             | "Goodbye Heartbreak" (Linslee Main Mix)     | Baiyewu Tucker Kellett      | Linslee         | 5:16    |  |
| 14.                             | "Loving Every Minute" (Cutfather & Joe Mix) | Baiyewu Tucker Brammer Ward | Cutfather & Joe | 4:16    |  |

## Certificação
| Críticas profissionais                                                      | Críticas profissionais |
| Avaliações da crítica                                                       | Avaliações da crítica  |
| Fonte                                                                       | Avaliação              |
| --------------------------------------------------------------------------- | ---------------------- |
| allmusic                                                                    | [ 1 ]                  |
| Esta tabela precisa de ser acompanhada por texto em prosa. Consulte o guia. |                        |

| País        | Data          | Posição | Vendas        | Comentários |
| ----------- | ------------- | ------- | ------------- | ----------- |
| Reino Unido | Março de 1996 | 3       | + 1.8 milhões | 6× Platina  |